# 文室氏
文室氏（ふんやうじ、文屋氏）は、「文室（文屋）」を氏の名とする氏族。天武天皇の皇子長皇子の後裔氏族で、姓は真人。

## 概要
752年（天平勝宝4年）智努王（文室浄三）・大市王が文室の姓を賜っている。
この他に772年（宝亀3年）長谷於保が改めて文室姓を賜っており、文室（文屋）氏には長親王以外の複数の系統がある。
坂上田村麻呂以前の蝦夷などの征討事業にかかわった文室大原、胆沢城・志波城に拠って東北地域の経営に携わり中納言に至った文室綿麻呂、承和の変に連座した参議文室秋津、六歌仙の一人文屋康秀などがいる。
平安時代中期以降には、寛平の韓寇で活躍した対馬守・文屋善友や刀伊の入寇で活躍した筑前国怡土郡住人・文室忠光、長保3年（1001年）に太宰府府官の傔杖・文屋佐親などがおり、彼らは親族関係にあったとする説がある。